# Бекеш, Каспар
Каспар Бекеш (собственно Гашпар Бекеш, венг. Gáspár Békés, пол. Kasper Bekiesz, лит. Kasparas Bekešas, бел. Каспар Бекеш; 1520, Трансильвания — 7 ноября 1579, Гродно) — государственный и военный деятель Великого княжества Литовского, друг и сподвижник Стефана Батория.

## Биография
Происходит из старинного венгерского рода. Его отец, Ласло, был вице-баном лугоским и немецким, получившим прозвище «Бекеш» от местности, которой владел. С 1557 года служил в Трансильвании при дворе венгерского короля Яна Сигизмунда Запольяи, был его казначеем и доверенным лицом. В 1565 году возглавлял посольство в Стамбул, целью которого было добиться поддержи султана Сулеймана I против императора Максимилиана II.
В конце 1560-х годов выступил на стороне Габсбургов в их намерении подчинить Трансильванию. После избрания Стефана Батория в 1571 году князем Трансильвании выступал против него, рассчитывая самому занять его место, но потерпел неудачу. В 1575 году его войска были окончательно разбиты, а земли конфискованы. После избрания в 1576 году Стефана Батория королём польским и великим князем литовским Каспар помирился с ним и в 1577 году обосновался в Речи Посполитой.
Командовал венгерской пехотой. Отличился личным мужеством и военными талантами при обороне Эльблонга в 1577 году и в полоцкой кампании 1579 года. По ходатайству шляхты Великого княжества Литовского в 1579 году был причислен к шляхетскому сословию, а также получил во владение земли, в том числе в Гродненском повете. Умер в Гродно 7 ноября 1579 года.
С именем Каспара Бекеша связано также название беке́ши (от пол. bekiesz, bekieszka) — разновидности короткого приталенного кафтана, обычно на меху, с меховой отделкой по краям рукавов, карманов и подолу.

## Религиозные взгляды
Вокруг Бекеша группировались сторонники антитринитаризма, после его смерти католическая и православная церкви запретили хоронить его на своих кладбищах, вследствие чего он был похоронен на Лысой горе в Вильнюсе, где прежде уже был похоронен венгерский полководец Вадуш Паннониец, павший под Полоцком в 1579 году. Холм, на котором был похоронен Каспар Бекеш, получил название Бекешевой горы.

В «Военно-статистическом обозрении Российской империи. Том IX. Часть 2. Виленская губерния» за 1848 год про Бекешову гору рассказывается следующим образом:
Гора Бекешова, одна из гор, прозванных лысыми, получила свое название от погребения на ней в 1580 году Каспера Бекеша предводителя Венгерской пехоты, в царствование Короля Стефана Батория, который велел построить памятник над его могилою. Река Вилейка, протекая у подошвы горы, ежегодно подрывала ее более и более, так что 17 мая 1838 года пять из осьми стен этого памятника обрушились, а в 1841 году 17 января и три последния. Бекеш принадлежал к секте Антитринитариев и потому Римское духовенство не похоронило тело его на своем кладбище.
Существует версия, что Каспар Бекеш по своим убеждениям был атеистом. Такой вывод основывается на эпитафии, автором которой, как считалось, был сам Бекеш:
Всё имею из себя; не хочу признавать бога;

Не жажду его неба, ада не боюсь,

Милосердия не прошу, ничто не говорит за суд после смерти;

Не ведаю греха и не знаю, чтобы перед кем-нибудь был в долгу,

Жил всегда сам по себе и был всегда старательным.

Не тревожусь относительно тела, тем более относительно души,

Умершей вместе со мною, я это должен смело признать;

Для меня не будет того труда, который имеют другие,

Отыскивая свою душу, когда встанут из гроба…
Нельзя исключать, что надпись над могилой Бекеша датируется 1649 годом и была сделана протестантами во время религиозной борьбы с католиками. Некоторые исследователи приписывают авторство эпитафии Андрею Волану. Согласно современным исследованиям, Бекеш был арианином, а под конец жизни, согласно письму папского нунция Калигари от 25 ноября 1579 года, даже перешёл в католицизм, но маловероятно, чтобы это соответствовало действительности, так как в этом случае католическая церковь не отказалась бы его хоронить.